# Italo Montemezzi
Italo Montemezzi (Vigasio, 4 agosto 1875 – Vigasio, 15 maggio 1952) è stato un musicista e compositore italiano.
Musicista colto e aggiornato, fuse con grande abilità la melodia italiana di stampo verista con le innovazioni armoniche e orchestrali di Wagner e, in minor misura, di Debussy e Strauss, e realizzò le proprie opere con sicuro senso teatrale.

## Biografia
Montemezzi nacque il 4 agosto 1875 a Vigasio, comune nei pressi di Verona. Sotto l'egida di Vincenzo Ferroni, nel 1900 conseguì a pieni voti il diploma di laurea in composizione, componendo, come saggio per l'esame finale sul testo del Cantico dei Cantici, una cantata per soprano, mezzosoprano, coro e orchestra, che fu poi eseguita sotto la direzione di Arturo Toscanini.
Compose anche l'opera Giovanni Gallurese, che fu poi eseguita anche al Metropolitan di New York.
Nel 1909 compose l'opera in tre atti L'Hellera, su libretto di Luigi Illica, rappresentata al teatro Regio di Torino, con la direzione di Tullio Serafin con Edoardo Garbin.
Nel 1913 compose L'amore dei tre re, da un testo di Sem Benelli; questa è la sua opera più famosa e forse anche il suo capolavoro. Dopo essere stata rappresentata in vari teatri italiani, approdò a New York, dove nel gennaio del 1914 fu diretta da Toscanini al Metropolitan, per poi essere replicata a Boston, Londra e Parigi.
Nel 1918 compose La nave dall'omonima opera di Gabriele D'Annunzio, rappresentata al Teatro alla Scala di Milano diretta da Tullio Serafin. 
Dopo dieci repliche nel teatro milanese, nel 1919 l'opera inaugurò la stagione all'Auditorium di Chicago.

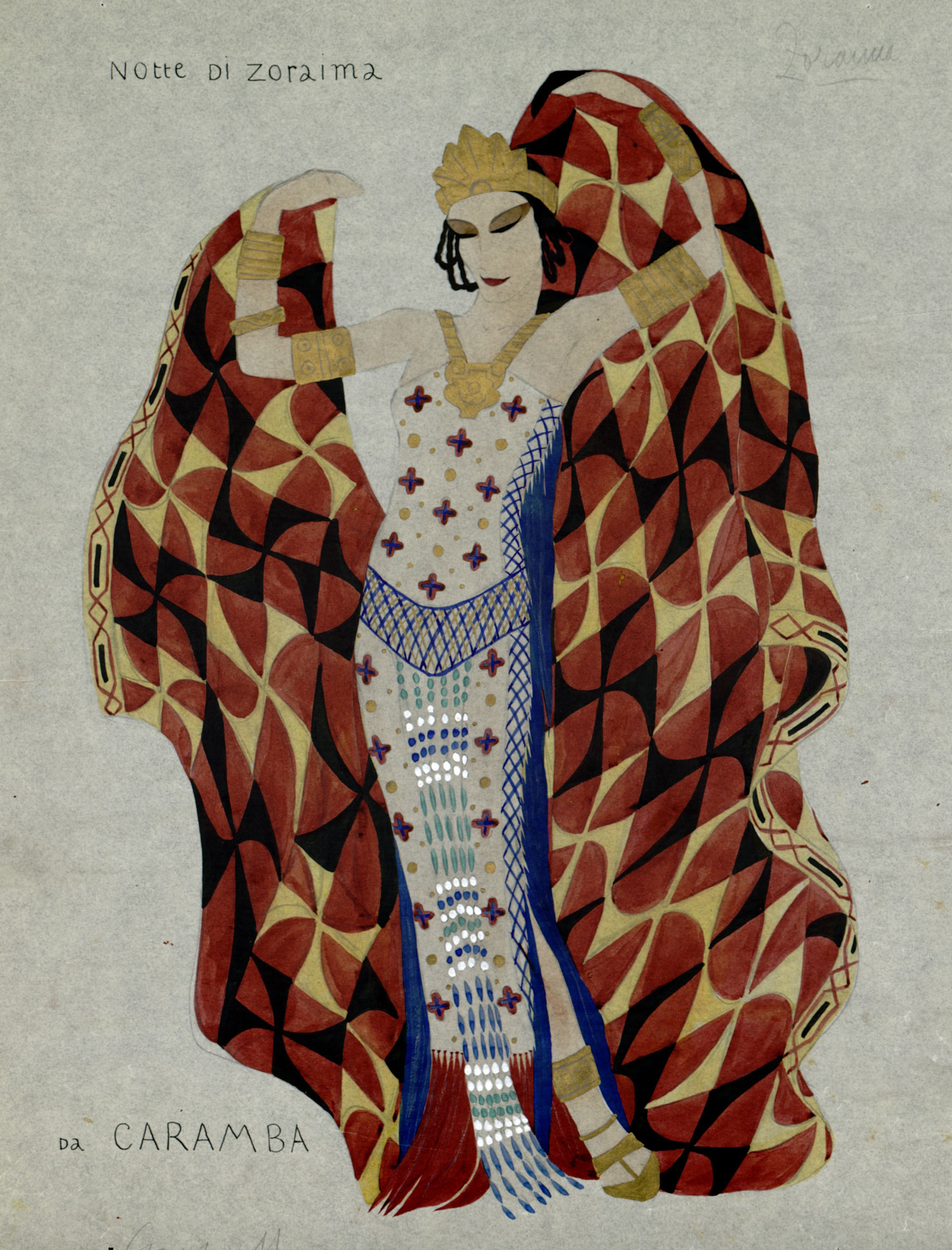
Figurino di Luigi Sapelli per La notte di Zoraima di Montemezzi (1931). Archivio Storico Ricordi.

Nel 1931 compose e diresse La notte di Zoraima alla Scala con Giuseppina Cobelli, Iris Adami Corradetti, Maria Caniglia, Giuseppe Nessi e Aristide Baracchi. 
La sua ultima opera, intitolata L'Incantesimo, fu scritta nel 1943 e trasmessa alla radio di New York il 9 ottobre dello stesso anno con la NBC Symphony Orchestra e Alexander Sved diretta dal compositore e nel 1952 la prima rappresentazione ebbe luogo all'Arena di Verona il 9 agosto dello stesso anno.
A lui è intitolata l'Orchestra Sinfonica della Provincia di Verona e l'Auditorium del Conservatorio Dall'Abaco di Verona.